# Kanen
Kanen (japanska: 寛延?, kan'en), 12 juli 1748–27 oktober 1751, är en period i den japanska tideräkningen under kejsar Momozono. Perioden inleddes vid kejsarens tronbestigning.
Namnet är hämtat från ett citat ur en essäsamling av den kinesiska 500-talsprinsen Xiao Tong